# الذراع (جبلة)

تعديل مصدري - تعديل

الذراع محلة تابعة لقرية العدفة، التابعة لعزلة وراف بمديرية جبلة إحدى مديريات محافظة إب في الجمهورية اليمنية، بلغ تعداد سكانها 128 حسب تعداد اليمن لعام 2004.